# Japans kärnvapenprogram

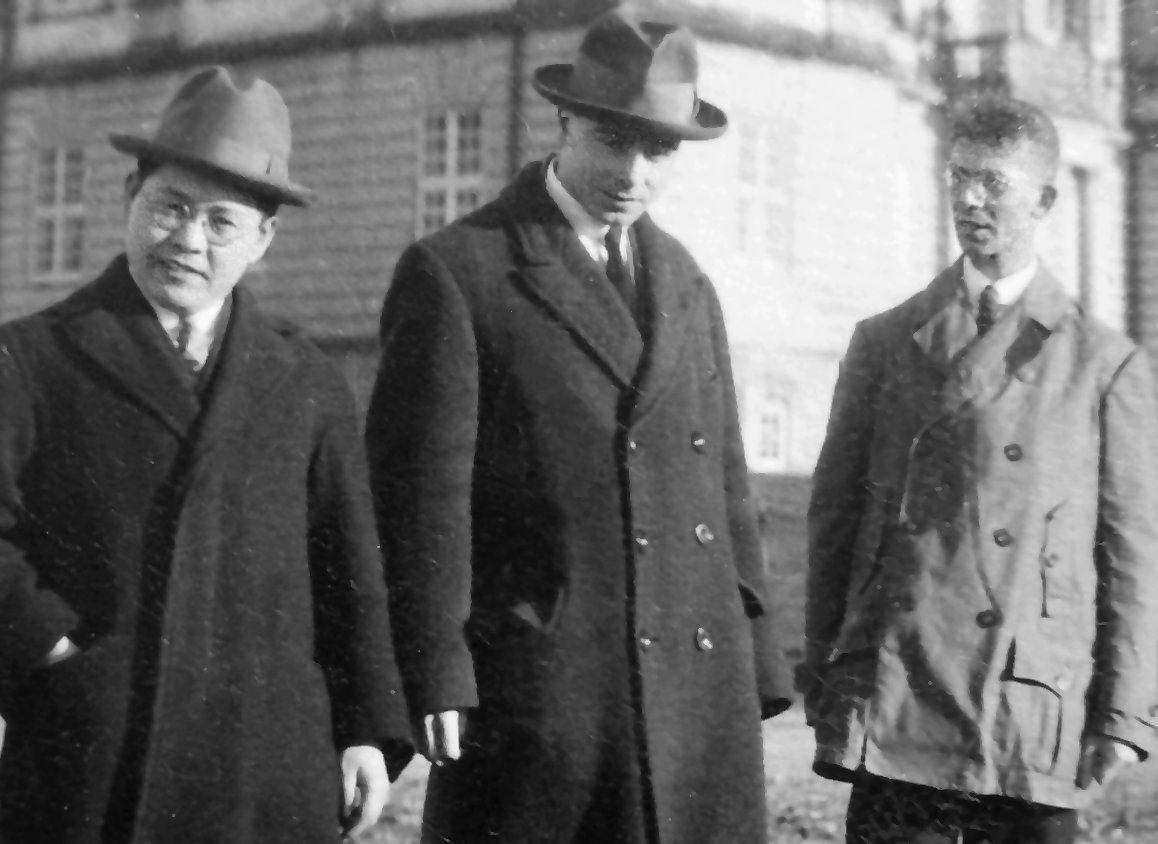
Yoshio Nishina, Llewellyn Thomas och Friedrich Hund i Köpenhamn 1926.

Japans kärnvapenprogram var ett projekt med syfte att Japan skulle kunna utveckla kärnvapen.

## Allmänt

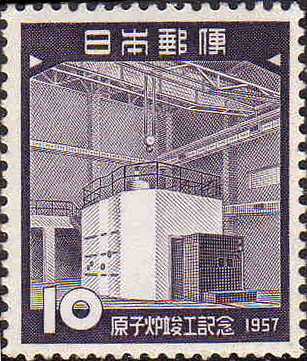
Ett frimärke från 1957 till åminnelse av färdigställandet av JRR-1, den första forskningsreaktorn i Japan.

Yoshio Nishina uppmärksammade 1939 på möjligheterna av att Japan skulle riskera att utsättas för angrepp med kärnvapen. Formellt inleddes Japans kärnvapenprogram i april 1941 då Nishina fick fullmakt härför av Hideki Tojo. Man kom att ha två olika projekt, ett som bedrevs av den Kejserliga japanska armén, som kallades för "Ni-Go-projektet", och ett som bedrevs av den Kejserliga japanska flottan, som kallades för "F-Go-projektet".

## Ni-Go-projektet
Ni-Go-projektet leddes av Yoshio Nishina. Forskningen bedrevs inom organisationen RIKEN, och man använde sig av termisk diffusion för urananrikningen.

## F-Go-projektet
F-Go-projektet leddes av Bunsaku Arakatsu, en av Einsteins tidigare studenter, och här ingick även Hideki Yukawa. Man utvecklade här en ultracentrifug för urananrikning. I anläggningar i Hungnam och Kyushu framställde man tungt vatten.

## Samarbete med Tyskland
Vid slutet av det andra världskriget försökte Nazityskland skicka över strategiskt material till Japan med ubåten U-234. Lasten utgjordes bland annat av 560 kg uranoxid. Till följd av Tysklands kapitulation kom dock inte ubåten fram till Japan.